# Механічний транспортний засіб
Механі́чний тра́нспортний за́сіб — транспортний засіб, що приводиться в рух з допомогою двигуна. Цей термін поширюється на трактори, самохідні машини і механізми, а також тролейбуси та транспортні засоби з електродвигуном потужністю понад 3 кВт.